# Протогеровистка експедиция към Петрички окръг
Протогеровистката експедиция към Петрички окръг от лятото на 1928 година е опит за овладяването на Спомагателната организация на Вътрешната македонска революционна организация. Тя се намира в ръцете на крилото на Иван Михайлов и след убийството на Александър Протогеров е основна цел за крилото на протогеровистите.

## История
На тайно съвещание в София от 20 юли 1928 година Мишо Шкартов, Георги Попхристов, Петър Шанданов, членовете на Задграничното представителстмо на ВМРО Георги Баждаров, Наум Томалевски и Кирил Пърличев, както и приближени до тях войводи, четници и терористи решават да направят опит да превземат базата на Иван Михайлов в Пиринска Македония. На 23 юли Петър Шанданов и Мишо Шкартов посрещат четите на Борис Изворски, Пандо Струмишки, Лазар Христов, Георги Гевгелийски и Димитър Димашев в Белово, които наброяват общо 33-ма души, след което четите са изпратени през Лъджене, Разлог и Неврокоп към Петричко. Четите са разбити при Юндола на 25 юли от четата на Стоян Вардарски и Георги Настев, като в сражението е убит Пандо Струмишки, 13 четници са пленени и впоследствие убити, а няколко четници успяват да се спасят с бягство.
В София на 12 август на нова среща в дома на Мишо Шкартов е взето решение за нова акция от 16 души. Четата тръгва за Петричко на 20 август, но край село Обидим е разбита след 14-часов бой. В сражението се спасяват само 4 протогеровисти, а останалите са избити. След този неуспех плановете за превземане на Петричко се преустановяват. Ръководството на ВМРО (Протогеровисти) официално отхвърля участие в акциите, но това е развенчано от публикации на михайловистите. Петър Шанданов прави опит да неглижира акцията в спомените си, където пише:
| „ | Една група от по-буйните наши другари поискаха разрешение да заминат за Македония, като пребродят и Петричкия край. Те разчитаха на придобития опит от миналите години и смятаха, че като се доберат до границата на сръбска и гръцка Македония, ще могат да продължат по-нататък. Обаче те бяха разкрити в източните склонове на Пирин планина и със съдействието на местните гарнизони бяха обсадени. Командващият войсковите поделения, за да не се дават излишни жертви, склонил нашите другари, под войводството на Борис Изворски, да се предадат на военните части, като им е обещал, че няма да падне косъм от главите им. Те повярвали на неговата офицерска дума и се предали. За голям техен ужас те още същата вечер са били предадени на бандите на Иван Михайлов, които, след като им направиха някакви следствия и изтръгнаха показания при ужасни инквизиции, повечето ги избиха, а само двама-трима можаха да се спасят. | “ |

Сред загиналите в акцията са Пандо Струмишки, Иван Бабунски, Борис Козов, Димитър Димашев, Борис Изворски, Пандо Кицов, Васил Запрев, Георги Наков, Спас Стоянов, Георги Христов, Спас Вергов, Христо Андонов и други.
- Писмо от заловените Борис Изворски, Георги Наков, Борис Козов, Пандо Кицов, Васил Запрев, Паско (Спас) Вергов, Спас Стоянов и Христо Андонов до Георги Баждаров, Кирил Пърличев, Наум Томалевски, Перо Шанданов и Мишо Шкартов от „По стъпките на Стоян Мишев и Тодор Паница“.